# Mulholland Drive (út)
A Mulholland Drive egy út és utca a Santa Monica Hegység mentén Dél-Kaliforniában. Nevét Los Angeles egyik úttörő építőmérnökéről, William Mulhollandról kapta. Az út számtalan filmben, zenében és regényben jelenik meg.
A 21 mérföld (kb. 34 km) hosszúságú kétsávos út lazán követi a keleti Santa Monica Hegység és a Hollywood Dombok gerincét. Az útról lélegzetelállító kilátás nyílik a Los Angeles Medencére, a San Fernando Völgyre és a Hollywood feliratra.
A Mulholland Drive mentén található a világ néhány legexkluzívabb és legdrágább otthona. Ezek közül néhány az úttól távolabb helyezkedik el és Los Angeles központjának látványos panorámáját nyújtja. Olyan hírességek laknak itt, mint Jack Nicholson, Sylvester Stallone, Justin Timberlake, Eric Stoltz, Jessica Biel, Paris Hilton és Reese Witherspoon.

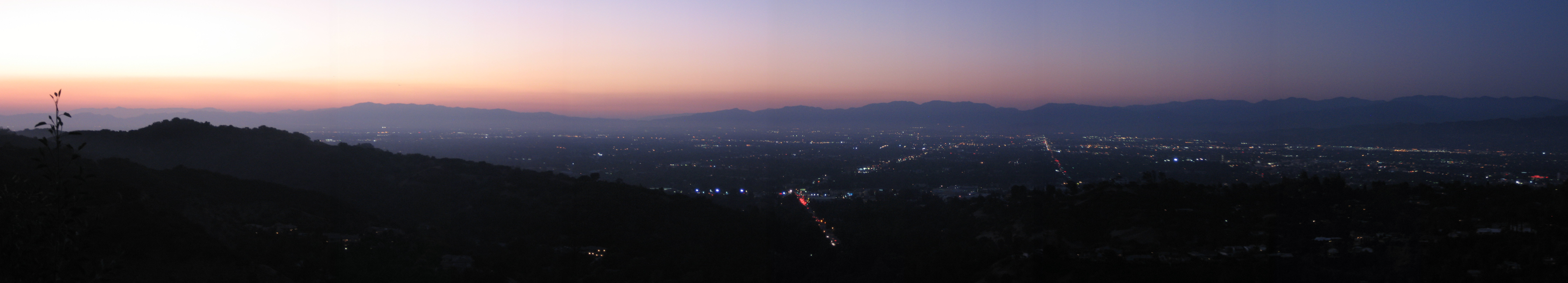
A San Fernando Völgy panorámája a Mulholland Driveról

## Külső hivatkozások
- Videófelvétel az útról
- A Mulholland Drive menti autóroncsok Archiválva 2020. november 12-i dátummal a Wayback Machine-ben

## Fordítás
- Ez a szócikk részben vagy egészben  a   Mulholland Drive című angol Wikipédia-szócikk ezen változatának fordításán alapul.  Az eredeti cikk szerkesztőit annak laptörténete sorolja fel. Ez a jelzés csupán a megfogalmazás eredetét és a szerzői jogokat jelzi, nem szolgál a cikkben szereplő információk forrásmegjelöléseként.